# Aldo Aureggi
Aldo Aureggi (Róma, 1931. október 6. – Róma, 2020. augusztus 21.) olimpiai ezüstérmes olasz tőrvívó.